# Grado de maestría en Europa
El proceso de Bolonia para la normalización de la educación superior europea especificaba un título de licenciatura de al menos tres años llamado "licencia" o licenciatura, seguido de un diploma de dos años llamado el máster, luego un doctorado, destinado a ser obtenido en al menos tres años. Debido a estos horarios indicados, la reforma a veces (erróneamente) se denomina "3-5-8". El sistema se aplica al Espacio Europeo de Educación Superior.    

## Mercado de maestrías europeo
A través de las iniciativas de Bolonia y el apoyo de la Unión Europea, Europa está unificando y estandarizando especialmente la estructura de sus programas de maestría, haciéndolos cada vez más accesibles para los estudiantes extranjeros.   
Una ventaja a menudo citada de las universidades europeas es una relación costo / calidad ventajosa. En Europa, especialmente en Europa continental, las universidades reciben grandes subsidios de sus gobiernos nacionales. En Alemania, Escandinavia o Europa del Este, por ejemplo, la mayoría de los programas de máster han sido tradicionalmente totalmente gratuitos. Recientemente, estos gobiernos están discutiendo y / o introduciendo tarifas de matrícula. P.ej. Suecia comenzó a cobrar matrícula para los estudiantes que no pertenecen a la UE en 2010 y Finlandia comenzó a cobrar a los estudiantes no pertenecientes a la UE / EEE en 2017.  

## Austria
En Austria, uno obtiene una licenciatura después de 3 años de estudio y una maestría después de 2 años más de estudio. Esto es cierto tanto para el sector de la "universidad orientada a la investigación" como para el sector de la "universidad de ciencias aplicadas" que se estableció en los años noventa.
La medicina y la odontología son una excepción; estos estudios no se dividen en licenciatura y maestría, pero toman 6 años para completar y el grado obtenido se llama "Dr. med". (Sin embargo, esto no es equivalente a otros títulos de doctorado, ya que uno escribe una "tesis de diploma" y no una "tesis de doctorado" o "disertación").      
Además de las maestrías tradicionales, las universidades austriacas también ofrecen la Maestría en Estudios Avanzados, que es un título de educación continua no consecutiva del grado. Los programas de MAS tienden a ser interdisciplinarios y tienden a centrarse en satisfacer las necesidades de los profesionales en lugar de los académicos.   
Antes del proceso de Bolonia, el equivalente tradicional austríaco al máster era el Diplomstudium, que daba lugar al título de Diplom-Ingenieur (título femenino: Diplom-Ingenieurin) (abreviatura: "Dipl.-Ing." O "DI") en ingeniería o Magíster (femenino: Magistra) (abreviatura: "Mag.") En casi todas las disciplinas. El Diplomstudium tomó de 4 a 6 años de estudio.   

## Bélgica
En Bélgica, poseer una maestría significa que uno ha completado un programa de educación superior (generalmente universitario o universitario) de 4 o 5 años. Antes del proceso de Bolonia, la mayoría de las titulaciones universitarias requerían 4 años de estudios (que conducen a una licencia), pero algunos programas requerían 5 años de estudio. Un ejemplo en el campo de la educación en negocios / administración fue el programa de 5 años de "Handelsingenieur" (holandés) o "Ingénieur de Gestion" (francés) (inglés: "Ingeniero Comercial") con una cantidad importante de matemáticas y ciencias, y que corresponde a un M.Sc. en la gestión. Este título coexistió con un título de posgrado en economía empresarial (4 años) llamado "Licentiaat in toegepaste economische wetenschappen" (neerlandés) o "License en sciences économiques appliquées" (francés) (inglés: "Licenciatura en economía aplicada").

## Dinamarca
En Dinamarca, se otorga una maestría. El MA y M.Sc. grados y otros grados de maestría se distinguen. El MA y M.Sc. los títulos son similares a los de un Programa de Maestría tradicional, que se obtienen completando una educación superior con una duración típica de cinco años en una universidad danesa acreditada. Otros títulos de máster se pueden tomar en una universidad danesa acreditada, pero estos se realizan como educación para adultos (tiempo parcial), como el grado de Maestría en TI (abreviado M. IT).    
Existe una gran cantidad de subdivisiones, generalmente designando el área de educación (p. Ej. Cand.theol., Cand.arch. Y cand.jur.), Aunque algunas tienen definiciones más vagas (cand.mag., Cand.scient., Cand. polyt., y cand.scient.techn., cada una de las cuales abarca amplias áreas de ciencia superpuestas).   
El proceso de Bolonia ha impulsado ampliamente la formación de máster consistente en 120 ECTS o 180 créditos ECTS, donde un año académico corresponde a 60 ECTS-créditos que equivalen a 1,500-1,800 horas de estudio. En la mayoría de los casos, estos demorarán entre 2 y 3 años, respectivamente.    
- 1er ciclo: típicamente 180-240 créditos ECTS, por lo general otorgar una licenciatura. El Espacio Europeo de Educación Superior no introdujo el programa Bachelor with Honors, que permite a los graduados obtener un "BA hons".
- 2.º ciclo: típicamente 90-120 créditos ECTS (un mínimo de 60 en el nivel de 2 ° ciclo). Por lo general, otorgar un título de maestría.

## Finlandia
En Finlandia, la introducción del Proceso de Bolonia ha estandarizado la mayoría de los títulos en el modelo europeo. El máster lleva 2-3 años (120 unidades ECTS) después de la licenciatura. En el uso de habla inglesa, el grado del título se nombra después de la facultad de estudio particular. En finés, el grado se llama maisteri en la mayoría de los campos. Cuando se necesita precisión, el término ylempi korkeakoulututkinto se usa para denotar todos los grados del nivel de la Maestría. Literalmente, esto se traduce al inglés como un diploma superior de educación superior.
Los campos de medicina, odontología y medicina veterinaria relacionados con la medicina suponen una excepción para el sistema de Bolonia. En los campos de la medicina, el Licenciado (finlandés: lisensiaatti, sueco: licenciatura) es un título equivalente, cuya finalización lleva cinco (odontología) o seis años (medicina y veterinaria), mientras que el título de Licenciado en medicina (finlandés: lääketieteen kandidaatti) se gana después del segundo año de estudios. En otros campos además de la medicina, el título de licenciatura es un título de postgrado más alto que el de la Maestría, pero más bajo que el del médico.
En Ingeniería, el grado más alto es diplomi-insinööri (sueco: diplomingenjör, literalmente "Ingeniero con diploma") o arkkitehti (sueco: arkitekt, inglés: Architect) aunque en el uso internacional se usa MSc. En Farmacia, el grado es proviisori (sueco: provisor). Todos los grados que conservan su nombre histórico se clasifican como maestrías (ylempi korkeakoulututkinto) y en inglés, siempre se traducen como maestrías. Algunos otros grados de maestría dan el derecho de usar el título tradicional del titular de la licenciatura. Lo más importante es que el grado de Maestría en Ciencias en Economía y Administración de Empresas otorga el derecho de usar el título de ekonomi, mientras que los Maestros de Ciencias en Agricultura y Silvicultura pueden usar los títulos de metsänhoitaja (Forester) o agronomi (Agrónomo) dependiendo de su campo de estudio.

## Francia
En Francia, el Proceso de Bolonia ha estandarizado la mayoría de las titulaciones en el modelo de Bolonia de tres ciclos, cuyo máster es el segundo ciclo. Una maestría toma 2 o 3 años (120 unidades ECTS) después de la Licenciatura. Muchos países siguen el modelo francés (por ejemplo, las regiones francófonas en Suiza, Bélgica, Líbano, Argelia, Marruecos y Túnez). Los siguientes son considerados títulos de maestría:
- El diploma del maestro (diplôme de maestro) es el grado del maestro más común. Está otorgado principalmente por universidades, a pesar de que algunos grandes écoles también entregan diplomas de maestro.
- El diploma de grado del Ingeniero está otorgado por grandes écoles. No todos los programas de las grandes écoles están acreditados por el Estado.
- El grado del Arquitecto.
- Algunos grados de Escuelas de Bellas artes.

Francia también alberga una serie de universidades privadas de estilo americano como la Universidad Americana de París o la Universidad Internacional Schiller, que ofrecen títulos de maestría acreditados por los EE. UU. En Europa. La admisión a estos programas de maestría requiere una licenciatura estadounidense completa o un título equivalente francés / europeo.

## Alemania
Debido al proceso de Bolonia en toda la UE, los títulos académicos tradicionales alemanes Diplom y Magíster han sido reemplazados en su mayoría por el bachillerato de pregrado (programa de estudios de 3 a 4 años) y el título de postgrado (programa de estudios de 1 o 2 años)
En Alemania, el Diplom (primer grado después de (generalmente) 4-6 años - de una Universität (Universidad), una Technische Hochschule o una Kunsthochschule con un estatus universitario) y el Magíster habían sido tradicionalmente equivalentes a la maestría, siendo el Magíster un grado después del estudio de dos o tres asignaturas (una principal y una o dos materias subsidiarias), como es común en Humanidades o Artes Liberales, mientras que el Diplom se otorga después del estudio de una asignatura, que se encuentra comúnmente en Ciencias Naturales, Ciencias Sociales, Formal ciencias y algunas ciencias aplicadas. Las Fachhochschulen o Universidades de Ciencias Aplicadas otorgaron el Diplom (FH), cuya duración de estudio se encuentra entre el bachillerato y el máster.
Bajo el sistema armonizado no hay diferencia académica legal entre los títulos de licenciatura y maestría conferidos por las Fachhochschulen y Universitäten.    
La calificación de Meister alemán para un maestro artesano no es ni un título ni es comparable con el máster académico. Sin embargo, califica al titular para estudiar en una Universidad o Fachhochschule, ya sea que el Meister tenga o no la calificación regular de ingreso (Abitur o Fachhochschulreife).    

## Irlanda
Los títulos de maestría de posgrado en Irlanda pueden enseñarse en grados que incluyen conferencias, exámenes y una disertación corta, o títulos de investigación. Por lo general, son uno de: MA (excepto Trinity College Dublín, donde este es un título universitario otorgado 21 términos después de la matriculación, como en MA otorgado por la Universidad de Oxford, la Universidad de Cambridge y la Universidad de Dublín) o MA, M.Sc. , MBA, MAI, ME / MEng / MEngSc, MPhil, LLM, MLitt, MArch, MAgrSc, MSOCSc, MCH, MAcc, MEconSc.    
En la mayoría de los institutos de tercer nivel establecidos que otorgan títulos de postgrado (NUI, DIT) se hace una distinción entre un título de MA y uno de MPhil. Una MA es una combinación de módulos enseñados (aula) y basados en investigación, mientras que una MPhil está compuesta exclusivamente de aprendizaje basado en investigación.    
El Magíster en Arte Ingeniaria (MAI), que literalmente significa 'Maestro en el Arte de la Ingeniería', es otorgado por la Universidad de Dublín, Irlanda, y más comúnmente se lo conoce como Maestría en Ingeniería. Mientras todavía estaba disponible (a través de dos rutas), históricamente fue el máster de ingeniería tomado por los graduados BAI de la universidad. Hoy el más común título de maestría en ingeniería en la Universidad de Dublín es el M.Sc.      
Una Maestría en Ciencias Empresariales (MBS) se refiere a una calificación en el grado de maestría que pueden obtener los estudiantes de universidades y facultades reconocidas que completan los programas de estudio aprobados pertinentes, aprueban los exámenes prescritos y cumplen todas las demás condiciones prescritas. Un MBS puede estudiarse en las siguientes áreas: Negocios Electrónicos, Finanzas, Gestión de Recursos Humanos, Negocios Internacionales, Sistema de Información de Gestión, Estudios de Gestión y Organización, Consultoría de Gestión, Marketing, Gestión de Proyectos, Gestión Estratégica y Planificación y puede obtenerse en muchas universidades en Irlanda, incluido el University College Dublín.
Las otras universidades en Irlanda suelen otorgar un MEngSc, M.E., MEng o M.Sc. para su maestría de postgrado en ingeniería.  

## Italia
El antiguo sistema universitario (Vecchio Ordinamento) consistía en un curso único, extendido de cuatro a cinco años o máximo de seis (solo Medicina), con un período variable (generalmente de seis a doce meses) para el trabajo de tesis. Después de la discusión de la tesis, los estudiantes obtuvieron la Maestría, simplemente llamada Laurea.
Este sistema fue reformado en 1999/2000 para cumplir con las directivas del proceso de Bolonia. El nuevo sistema universitario (Nuovo Ordinamento) incluye dos niveles de grados: un título de licenciatura de tres años, llamado Laurea di Primo Livello o simplemente Laurea (por ejemplo, Laurea di Primo Livello en Ingegneria Elettronica es Licenciatura en Ciencias en Ingeniería Electrónica) y un curso de dos años de especialización, lo que lleva a una maestría llamada Laurea di Secondo Livello, Laurea Magistrale (por ejemplo, Laurea Specialistica en Ingegneria Elettronica es Maestría en Ciencias en Ingeniería Electrónica). Ambos títulos incluyen un trabajo de tesis con discusión final.
Un estudiante puede aplicar para el Ph.D. curso de nivel, llamado Dottorato di Ricerca, solo después de obtener una maestría.    
La medicina y alguna otra escuela ("Facoltà"), especialmente la Ley, han adoptado el sistema reformado solo parcialmente, manteniendo el curso único anterior. Por lo tanto, la medicina sigue siendo un curso de seis años seguido, posiblemente, por la especialización, que requiere de tres a cinco años más.    
Sin embargo, estos Facoltà también tienen otros cursos organizados de acuerdo con el nuevo sistema (por ejemplo, Tecniche di radiología médica para Medicina, Consulente del lavoro para Leyes).      

## Países Bajos
En 2002, el sistema de títulos holandés se modificó para cumplir con los estándares internacionales. Este proceso se complicó por el hecho de que el sistema holandés de educación superior tiene dos ramas separadas, Hoger Beroeps Onderwijs (HBO, que indica  la Universidad o "Universidad de Educación Profesional") y Wetenschappelijk Onderwijs (WO, que indica el nivel de la Universidad). La educación a nivel de HBO se enfoca más en la educación práctica y profesional, mientras que WO es académica y científica.
Antes de que se introdujera el sistema de Bachelor / Máster, los graduados de HBO recibieron el título baccalaureus (con la abreviatura prenatal correspondiente "bc."), Que rara vez se utilizaba. Por otro lado, los graduados de HBO con un título de ingeniería usaron el grado ingenieur, con abreviatura pre-nominal "ing.", Que era (y aún es) utilizada con bastante frecuencia. Los grados WO consistían en varios títulos diferentes, como doctorandus (pre-nominal abreviado a drs., Corresponde a MA o MSc), ingenieur (ir para nivel WO, corresponde a MSc) y meester in de rechten (mr., Corresponde a LL.M.) Estos títulos anteriores ya no se otorgan (aunque todavía se usan, están protegidos e intercambiables con títulos de MA y MSc). El título de doctor (dr., Correspondiente al doctorado) aún se otorga.   
Antes de la reforma educativa, estaba en vigencia un único programa conducente al grado de doctorandus, ingenieur o meester, que comprendía la misma carga de curso que los programas de Bachelor y Máster juntos. Aquellos que ya habían comenzado el programa doctorandus, ingenieur o meester podrían, al completarlo, optar por el título antiguo (antes de su nombre), o simplemente usar el máster (detrás de su nombre) de acuerdo con el nuevo estándar. Dado que estos graduados no tienen un título de licenciatura por separado (que de hecho, en retrospectiva, se incorpora al programa), el máster es su primer título académico. 
En el nuevo sistema, los títulos universitarios completados (HBO) son equivalentes a un título de licenciatura y se abrevian a "B" con un sufijo de tema. Las universidades (WO) otorgan una licenciatura para la parte general del plan de estudios. Este grado es un "Bachelor of Science" o "Bachelor of Arts" con el sufijo apropiado.
Antes de que uno sea admitido a un programa de maestría, uno debe haber obtenido una licenciatura en el mismo campo de estudio en el mismo nivel. Esto significa que alguien con un título de licenciatura de HBO normalmente no puede comenzar directamente con un WO Master, sus deficiencias científicas se acortan en un programa de medio año o de año completo después del cual pueden continuar en el programa WO Master. También puede haber requisitos adicionales, como un cierto GPA superior a la media, a veces es posible completar el programa de puente paralelo a HBO Bachelor. Tenga en cuenta que completar este programa no otorga al estudiante un título de licenciatura de WO sino simplemente la entrada al máster y que unos WO Masters de dos años permiten a los titulares de licenciatura de HBO directamente.
Todos los planes de estudio completados en los Países Bajos son equivalentes a maestrías con la adición de un "de Ciencias" o "de Artes" para distinguirlos de los másteres de HBO, que hasta 2014 simplemente se conocían como Maestría. Después de 2014, "Ciencia" y "de las Artes" también se conceden a los maestros de HBO. Los grados de maestría WO se centran en la especialización en una subárea de la asignatura de licenciatura general y generalmente toman 1 año a excepción de los másteres de investigación, estudios de ingeniería y escuela de medicina donde el máster toma 2, 2 y 3 años, respectivamente.
Las maestrías de HBO usualmente se inician solo después de varios años de trabajo y se enfocan de manera similar en la especialización. El título se representa con la abreviatura M y, por lo tanto, un MBA indicaría un máster de HBO en administración de empresas, pero el uso del título de MBA está protegido y solo puede ser otorgado por las escuelas acreditadas.

## Noruega
Como resultado del proceso de Bolonia y la reforma de la calidad, el sistema de grados de la educación superior noruega consta de los dos niveles principales de licenciatura y maestría. Una licenciatura en una universidad Noruega/ colegio universitario equivale a una licenciatura y toma tres años (a excepción de los cursos de enseñanza, donde una licenciatura dura cuatro años). Las maestrías son programas de cinco años totalmente integrados (la admisión no requiere título universitario) conducentes a un título de posgrado, o cursos de dos años a nivel de posgrado que requieren una licenciatura ya completada. Después del nivel de postgrado, la educación se imparte a nivel de doctorado, generalmente a través de una beca de investigación de cuatro años que conduce a un doctorado.
Antes de la implementación de este sistema, se otorgaron varios títulos de acuerdo con el campo de estudio y la duración del curso. Por ejemplo, un título de tres años en ingeniería otorgaría el título "høgskoleingeniør" (Licenciatura), y un título de grado de ingeniería de 4,5 a 5 años otorgaría el título "sivilingeniør" (máster). Dicho esto, estos títulos siguen siendo muy comunes y, aunque formalmente abolidos, los títulos otorgados anteriormente todavía se utilizan, también por personal académico.      

## Polonia
Actualmente hay dos modelos de educación superior en Polonia.  
En el modelo tradicional, se otorga un título de maestría después de completar un plan de estudios universitario: un programa de 5 años en cursos de ciencias en una universidad u otra institución similar, con un proyecto en el último año llamado magisterio (se puede traducir como un máster de Artes o una tesis de Maestría en Ciencias) que a menudo requiere llevar a cabo investigaciones en un campo determinado. Una maestría se llama magíster (abreviatura de mgr) a excepción de la educación médica, donde se llama lekarz (esto le da al titular el derecho de usar el título de médico y cirujano), un lekarz weterynarii en el campo veterinario y un dentysta en campo de la odontología. Las universidades de tecnología suelen otorgar el título de magíster inżynier (abreviado mgr inż.) Correspondiente a un grado de maestría en ingeniería.
Cada vez más instituciones presentan otro modelo, que a partir de 2005 es aún menos popular. En este modelo, siguiendo las directivas del proceso de Bolonia, la educación superior se divide en un programa de Bachelor de 3 a 4 años que termina con un título de licencjat (no técnico) o inżynier (campos técnicos) y un programa de 2 años (uzupełniające studia magisterskie) dando el título de magíster o magíster inżynier. Sin embargo, incluso en estas instituciones, a menudo es posible vincular la educación de Bachelor directamente al programa de Máster, sin obtener formalmente el título de licenciatura, acortando así el tiempo necesario para completar la educación.
Dependiendo del campo y la escuela, el tiempo puede ser ligeramente diferente.

## Portugal

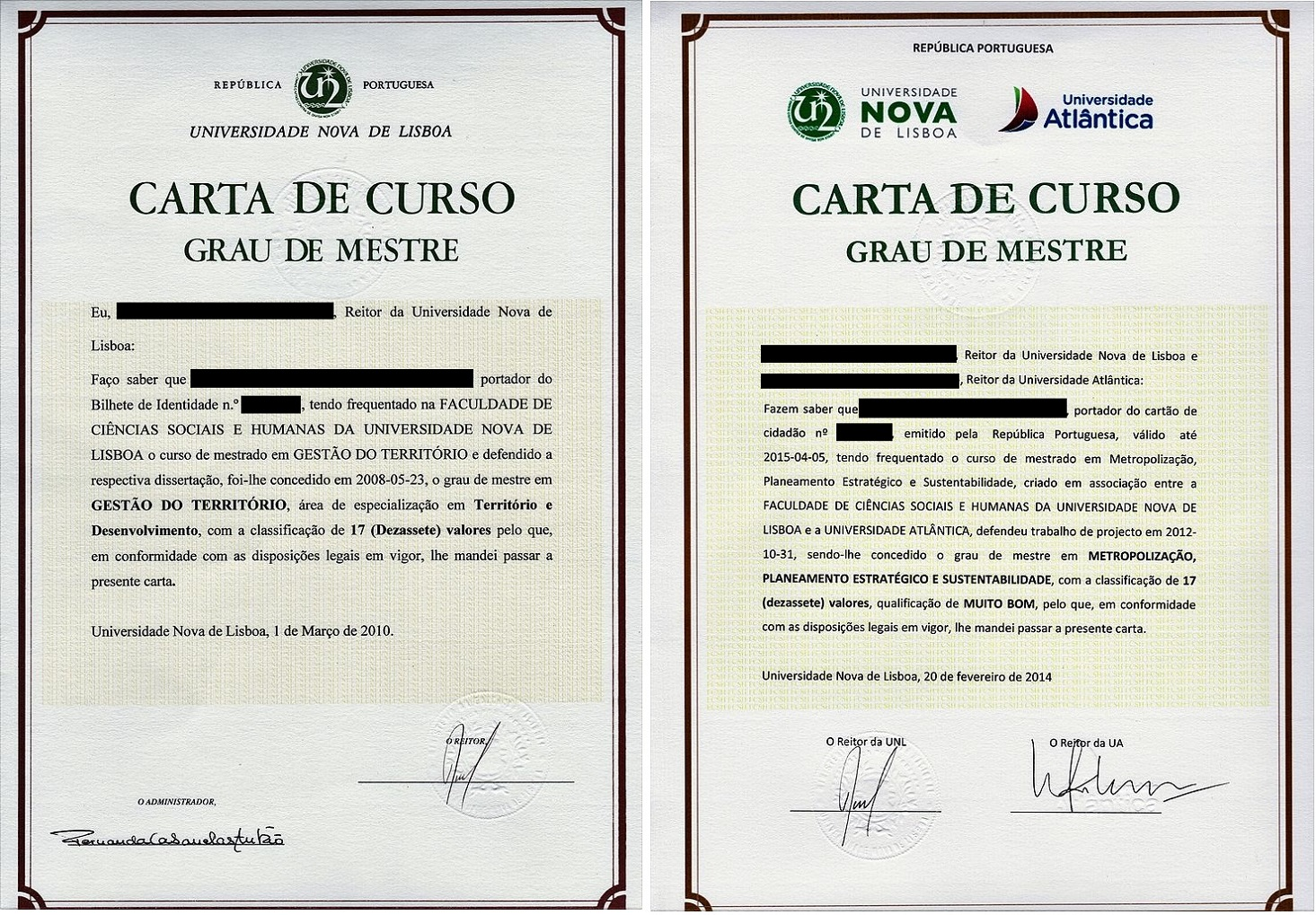
Ejemplos de Títulos de Máster de dos universidades portuguesas[https://www.dges.gov.pt/pt/pagina/mestrado?plid=371

### Antes del proceso de Bolonia
Antes de la implementación completa del Proceso de Bolonia en julio de 2007, los títulos en Portugal podían dividirse entre Bacharelato (tres años), Licenciatura (cinco años), Mestrado (Licenciatura + 2-3 años de estudios de posgrado) y doutoramento (Mestrado + 4- 6 años de estudios de postgrado).

### Después del proceso de Bolonia
Con la implementación completa del proceso de Bolonia en julio de 2007, una Licenciatura (3 años) con los criterios para el primer ciclo y un Mestrado ('Licenciatura' + 2 años) en línea con los criterios para el segundo ciclo. Hay otros títulos posgraduados después de algunos de estos ciclos.  

## Suecia

### Antes del proceso de Bolonia
Antes de la implementación completa del Proceso de Bolonia en julio de 2007, los títulos en Suecia podían dividirse entre kandidat (tres años), magíster (cuatro años), licentiat (magíster + 2-3 años de estudios de posgrado) y doktor (magíster + 4- 5 años de estudios de postgrado).

#### Ingeniería
En disciplinas de ingeniería, M. Sc se llamó civilingenjör, un programa académico de cuatro años y medio que concluyó con una tesis. No había un equivalente directo a un B.Sc, sin embargo, un título de ingeniería de tres años con un enfoque más práctico llamado högskoleingenjör estaba cerca.   

### Después del proceso de Bolonia
Con la implementación completa del proceso de Bolonia en julio de 2007, se introdujo un kandidat (3 años) y un máster (cinco años) en línea con los criterios para el segundo ciclo. El magíster seguirá existiendo junto con el nuevo maestro, pero se espera que se descuide en gran medida a favor del nuevo título reconocido internacionalmente. El M. Sc de ingeniería, civilingenjör, se amplió a cinco años y se introdujo un nuevo B. Sc para coexistir con el högskoleingenjör inalterado.  

## Reino Unido

### Maestrías integradas
En el Reino Unido, muchas universidades ahora tienen programas integrados de maestría de cuatro años (cinco años en Escocia) principalmente en materias STEM, a menudo con un proyecto de investigación o Disertación en el último año. Un máster integrado generalmente incluye un año de estudio a nivel de maestría, junto con tres años (cuatro en Escocia) a nivel de licenciatura. Los premios para estos pueden nombrarse después de la asignatura, por lo que un curso de matemáticas obtendría un título de Maestría en Matemáticas (abreviado como MMath) o un título general como MSci (Maestría en Ciencias en la mayoría de las universidades, pero Maestría en Ciencias Naturales en Cambridge) o MLibArts (Master of Liberal Arts). Los ejemplos incluyen MChem, MPharm, MEng, MMath, MPhys. Los másteres integrados se consideran cualificaciones a nivel de máster y son de segundo ciclo en el marco de cualificaciones para el área de educación superior europea establecida en el marco del Proceso de Bolonia.

### Maestrías de postgrado
Los títulos de maestría de posgrado en el Reino Unido pueden enseñarse grados que incluyen conferencias, exámenes y una disertación corta, o títulos de investigación (normalmente MPhil, MLitt o MRes). Los programas de maestría enseñados implican 1 o 2 años de estudio a tiempo completo. Los programas a menudo son muy intensivos y exigentes, y se concentran en un área de conocimiento muy especializada. Algunas universidades también ofrecen un esquema de Maestría por contrato de aprendizaje, donde un candidato puede especificar sus propios objetivos de aprendizaje; estos se envían a académicos supervisores para su aprobación, y se evalúan por medio de informes escritos, demostraciones prácticas y presentaciones.

#### Grados de Maestría impartidos en postgrado
(MSc, MA, LL.M., MLitt, MSSc, MSt, MEnt, etc.)  
Los tipos más comunes de maestrías de postgrado son la Maestría en Artes (MA) otorgada en Artes, Humanidades, Teología y Ciencias Sociales y la Maestría en Ciencias (MSc) otorgada en Ciencias puras y aplicadas. Un número de programas enseñados en Ciencias Sociales también reciben el título de Maestría en Ciencias (por ejemplo, Estudios de Desarrollo de Maestría en la London School of Economics y la Universidad de Bath).
Sin embargo, algunas universidades, particularmente las de Escocia, otorgan el Master of Letters (MLitt) a estudiantes de Artes, Humanidades, Divinidad y Ciencias Sociales, a menudo con el sufijo (T) para indicar que es un título enseñado, para evitar confusiones con el MLitt ofrecido como un grado de investigación. En la Universidad de Oxford, por otro lado, el MPhil (que está reservado en otro lugar para los títulos de investigación) es un máster enseñado (normalmente también incluye un breve componente de investigación) y el MSc puede ser enseñado o por investigación. el MLitt también se ofrece como un título de investigación en humanidades. Algunas otras universidades, como la Universidad de Glasgow, usaron anteriormente la designación MPhil para los títulos de maestría enseñada e investigación, pero recientemente han cambiado la denominación enseñada a MLitt. En la Universidad de Cambridge, el máster enseñado principal es el MSt (Master of Studies).
En las Escuelas de Negocios, un título especial de Maestría en Administración de Empresas MBA está disponible para aquellos que tienen experiencia en la práctica comercial. Por ejemplo, Salford Business School en Greater Mánchester ofrece un título que solo está disponible para aquellos que puedan demostrar experiencia profesional.
En Derecho, el grado estándar enseñado es el Master of Laws, pero ciertos cursos pueden conducir a la concesión de MA o MLitt.
Hasta hace poco, los títulos de maestría de pregrado y postgrado se otorgaban sin calificación o clase (como la clase de un título de honor). Hoy en día, sin embargo, las maestrías se pueden clasificar en un máximo de cuatro categorías (Distinción, Mérito, Aprobar o Fallar), mientras que otras pueden tener una forma más simplificada de evaluación al distinguir únicamente entre un Pase o un Fallo.

#### Postgrados de maestría con investigación
La Maestría en Filosofía (MPhil) es un título de investigación otorgado para la realización de una tesis, con el título reservado para "cursos de maestría extendida que normalmente implican un elemento sustancial de investigación o investigación equivalente". Es una versión más corta del doctorado y algunas universidades ingresan rutinariamente a potenciales estudiantes de doctorado en el programa MPhil y les permite pasar al programa completo de doctorado uno o dos años en el curso. Los candidatos avanzados para un máster de postgrado impartido a veces realizan el MPhil ya que se considera un título más prestigioso, pero también puede significar que el estudiante no pudo pagar o no pudo completar el doctorado completo. Un estudiante que no alcanza el estándar requerido para un doctorado solo puede obtener un MPhil si ha alcanzado con éxito el estándar de maestría.    
El título de Master of Research (MRes) es una versión más estructurada y organizada del MPhil, generalmente diseñado para preparar a un estudiante para una carrera en investigación. Por ejemplo, un MRes puede combinar la investigación individual con los períodos de colocación laboral en establecimientos de investigación.   
El título de Maestría en Letras (MLitt) es un título de investigación de dos años en muchas universidades, incluidas Cambridge y las antiguas universidades escocesas, y generalmente se otorga cuando un estudiante puede o no completar el último año o años de su doctorado, por lo que escribe su investigación para el MLitt. Debido a que MLitt también se utiliza para un grado enseñado, el sufijo (T) o (R) para enseñado o investigación a menudo se agrega, por lo que el más prestigioso título de investigación de dos años se llama MLitt (R). 
Al igual que el doctorado, los títulos de MPhil y MRes se otorgan generalmente sin clase o grado como pase (la calificación estándar) o pueden, raramente, otorgarse con una distinción.  

### Cualificaciones de nivel de no maestro

#### MA en Oxford, Cambridge y Dublín
Las universidades de Oxford, Cambridge y Dublín otorgan títulos de maestría a BA sin más exámenes, donde han pasado siete años después de la matrícula y (en algunos casos, pero no en todos) con el pago de una tarifa nominal. Es común que los destinatarios del título se hayan graduado varios años antes y hayan tenido poco contacto oficial con la universidad o la vida académica desde entonces. El único significado real de estos títulos es que históricamente otorgaron derechos de voto en las elecciones universitarias, se consideró como el punto en el que uno se convirtió en elegible para enseñar en la Universidad y ciertos otros privilegios, por ej. el derecho a cenar en la mesa alta de la universidad del titular. Todavía confieren algunos derechos de voto restringidos y raramente utilizados. Los MA otorgados por Oxford y Cambridge se conocen coloquialmente como Oxbridge MA, y los de Dublín como Trinity MA, y normalmente se distinguirían respectivamente: MA (Oxon), MA (Cantab) y MA (Dubl), "Oxon" aquí siendo una abreviatura para Oxoniensis (de Oxford), "Cantab" para Cantabrigiensis (de Cambridge) y, "Dubl" para Dubliniensis (de Dublín). Las universidades de Cambridge y Dublín también ofrecen una maestría a cierto personal directivo, tanto académico como no académico, después de varios años de empleo en la universidad. Los MA otorgados por Oxford y Cambridge no se consideran calificaciones académicas.  
Hasta el advenimiento de la universidad moderna de investigación a mediados del siglo XIX, varias otras universidades británicas y estadounidenses también dieron tales grados "en curso".  

#### MA escocés
En Escocia, el primer título en Artes, Bellas Artes, Humanidades y Ciencias Sociales otorgado por las antiguas universidades de Escocia es el Master of Arts. Cabe señalar que las facultades de Ciencias y Derecho de las universidades escocesas otorgan los grados BSc y LLB, respectivamente, y las Nuevas Universidades generalmente otorgan el BA. La Maestría Escocesa es más o menos equivalente a un BA avanzado de una Universidad en el Reino Unido, ya que es un título universitario. Sin embargo, los cursos universitarios escoceses tienen una duración de cuatro años en lugar de los títulos habituales en el Reino Unido, que duran solo tres años (pero esto también es cierto para los títulos escocés BSc y LLB). Sin embargo, hay títulos universitarios de 3 años disponibles pero no incluyen honores. . Los honores se otorgan una vez que se completa el cuarto año extra a diferencia del resto del Reino Unido, que confiere honores basados en los resultados del examen. Se considera que la norma en Escocia es realizar un curso de 4 años con honores y, por lo tanto, al hablar con un escocés a menudo se refieren al curso de 4 años simplemente como un título. Los cursos de Trinity College Dublín también duran cuatro años. La maestría escocesa con honores se considera una calificación en el nivel de una licenciatura con honores, y la maestría escocesa sin honores se considera una calificación en el nivel de licenciatura sin honores.    

## Otros enfoques
Como se indicó anteriormente, a pesar de que los sistemas de educación superior en Europa intentan cumplir con el proceso de Bolonia, el proceso todavía no se ha logrado del todo. Las diferencias en la metodología y los planes de estudio todavía son muy diferentes en algunos casos. Para mitigar esto, actualmente se intentan varias iniciativas y enfoques, algunos de ellos con el apoyo de las instituciones de la Unión Europea. Ya sea en asociación o como consorcios privados, las redes de universidades en diferentes países están tratando de elaborar currículos compartidos y adoptar metodologías similares. En áreas educativas de nicho como la traducción y la interpretación, esto ha demostrado ser exitoso y las redes se han vuelto funcionales, es decir, el máster Europeo en Traducción y el máster Europeo en Interpretación de Conferencias. Si bien estos no son desarrollos dominantes, se puede notar que en estas redes de universidades se ofrece un certificado de maestría similar para un campo dado, y la red / consorcio colectivamente garantiza que estos grados tengan un alto nivel de convergencia. 